# Arani

Arani é uma cidade do centro da Bolívia, capital da província de Arani, no departamento de Cochabamba. Está situada a 2.865 metros de altitude. No censo realizado em 2001, a cidade possuía 3.641 habitantes.
- latitude: 17° 34' 0 Sul
- longitude: 65° 46' 0 Oeste